# Guettarda hoffmannseggii
Guettarda hoffmannseggii är en måreväxtart som beskrevs av Johannes Müller Argoviensis. Guettarda hoffmannseggii ingår i släktet Guettarda och familjen måreväxter. Inga underarter finns listade i Catalogue of Life.